# Ravi Cabot-Conyers
Ravi Cabot-Conyers, född 10 februari 2011, är en amerikansk skådespelare.
Cabot-Conyers har bland annat medverkat i TV-serierna BlackAF och Star Wars: Skeleton Crew. Han har även gjort rösten till Antonio Madrigal i filmen Encanto.

## Filmografi (i urval)
- 2020 – BlackAF (TV-serie)
- 2021 – Encanto
- 2023 – Once Upon a Studio
- 2024 – Star Wars: Skeleton Crew (TV-serie)